# Ahrenshöft
Ahrenshöft (dänisch: Ar(e)nshoved oder Arnshøft, nordfriesisch: Oornshaud, niederdeutsch: Aarnshööft) ist eine Gemeinde im Kreis Nordfriesland, im Nordwesten Schleswig-Holsteins.

## Geografie

### Geografische Lage
Das Gemeindegebiet von Ahrenshöft erstreckt sich am westlichen Rand der naturräumlichen Haupteinheit Bredstedt-Husumer Geest der Schleswigschen Geest im Bereich der historischen Nordergoesharde. Die südliche und westliche Gemeindegrenze wird durch den Flusslauf der Arlau gebildet, die im Bereich der Gemeinde in die Haupteinheit der Nordfriesischen Marsch  und dessen Teilraum der Hattstedtermarsch wechselt. Die nördliche Gemeindegrenze verläuft entlang des sogenannten Ahrenshöfter Grabens.

### Gemeindegliederung
Neben dem namengebenden Hauptort, der sich in die Teilortschaften Groß- und Klein Ahrenshöft gliedert, befinden sich auch die folgenden amtlich registrierten, weiteren Siedlungen im Gemeindegebiet:
- Eiberg (dän. Ægbjerg)
- Jägerkrug (dän. Jægerkro, nordfr. Jäägerkrooch)
- Steinberg

### Nachbargemeinden
Nachbargemeinden von Ahrenshöft sind:
|                   | Bohmstedt                                   | Norstedt |
| Hattstedtermarsch | Kompassrose, die auf Nachbargemeinden zeigt | Viöl     |
|                   | Arlewatt                                    |          |

### Geologie
Das Gemeindegebiet ist durch die anteilige Lage auf der Hohen Geest, einer Altmoränenlandschaft, strukturell deutlich geprägt. Die anzutreffende Bodenstrukturen bestehen hier aus Sedimenten der Korngröße Sand. Im Gemeindegebiet wurde schon früh Kies abgebaut, so dass im Laufe der Zeit mehrere Kiesgruben entstanden sind. Einige von ihnen sind mittlerweile renaturiert worden. Andere wurden in der zweiten Hälfte des 20. Jahrhunderts zur Anlage der zentralen Mülldeponie des Kreises Nordfriesland genutzt, diese befindet sich im östlichen Gemeindeteil.
Die sogenannte Ahrenshöfter Marsch im Westen ist hingegen ein überwiegend landwirtschaftlich geprägter Landschaftsraum. Er dient aber auch der Durchleitung der Geestgewässer aus dem Hinterland der Oberen und Mittleren Arlau. Die Gewässerläufe im Marschenbereich sind größtenteils durch Deichbauten abgedämmt.

### Klima
Ahrenshöft liegt in einer gemäßigt-warmen Klimazone. Durch seine küstennahe Lage fallen überdurchschnittlich viele Niederschläge im Jahresverlauf. In Anlehnung an die Klimaklassifikation nach Köppen-Geiger ist Ahrenshöft der Klasse „Cfb“ zuzuordnen. Die Jahresdurchschnittstemperatur beträgt 9,4 °C. Die jährliche Niederschlagsmenge beträgt im Mittel 848 mm.

## Geschichte
Im norddeutschen Raum war die jungpaläolithische Hamburger Kultur (13.500 bis 11.100 v. Chr.) mit der Havelte-Gruppe (ab 13.000 v. Chr.) verbreitet. Die Träger dieser Kultur waren vorwiegend Rentierjäger. Die mit 12.030 v. Chr. datierte jungpaläolithische Siedlung im Gebiet des heutigen Ahrenshöft ist der Havelte-Gruppe zuzuordnen.
Der Ort wurde im Jahr 1455 erstmals als Vrenshoude urkundlich erwähnt. Der Name geht auf Dänisch hoved für Haupt, Vorsprung und den Rufnamen Orne zurück, der wiederum mit dem Tiernamen Eber verwandt ist. Ebenfalls möglich ist eine Ableitung von Adler (altnord. ari, mdän. arn, neudän. ørn, vgl. altnord.Arnhofði für Adlerkopfiger).
Der Ort lag in schleswigscher Zeit Teil des Kirchspiels Drelsdorf (dänisch Trelstrup Sogn) innerhalb der Nordergoesharde.
Am 1. April 1934 wurde die Kirchspielslandgemeinde Drelsdorf aufgelöst. Alle ihre Dorfschaften, Dorfgemeinden und Bauerschaften wurden zu selbständigen Gemeinden/Landgemeinden, so auch Ahrenshöft.

## Politik

### Gemeindevertretung
Bei der Wahl zum Gemeinderat am 14. Mai 2023 wurden insgesamt 9 Sitze im Gemeinderat zu besetzen. Von diesen erhielt Kandidaten der Wählergemeinschaft Ahrenshöft B (WGB) fünf Sitze, die der Wählergemeinschaft Ahrenshöft (WGA) vier Sitze.

### Bürgermeister
Für die Wahlperioden 2023–2028 wurde Manfred Peters (WGB) wiederholt zum Bürgermeister gewählt.

## Wirtschaft und Infrastruktur

### Wirtschaftsstruktur
Die örtliche Wirtschaftsstruktur in Ahrenshöft ist ländlich, kleinteilig geprägt. Die regional bekanntesten Betriebe dürften die Abfallwirtschaftsgesellschaft des Kreises sowie der vor Ort ansässige Landgasthof Dörpskrog Ahrenshöft sein.
Zum Ziel der touristischen Vermarktung führt eine radtouristische Erlebnisroute, die sogenannte Söbenbargenroute, durch das Gebiet der benachbarten Geestdörfer. Grundlage für die Namenswahl ist die Ansammlung einer Vielzahl von historischen Grabhügeln und weiteren archäologischen Funden in diesem Gebiet, die auf eine frühe Besiedlung des Gebiets hinweisen. Start und Ziel der Rundroute befinden sich in der Nachbargemeinde Bohmstedt.

### Verkehr
Ahrenshöft wird überwiegend im motorisierten Individualverkehr erreicht. Der Ort liegt abseits der Hauptverkehrsachse Nordfrieslands, der Bundesstraße 5. Diese durchläuft die Nachbargemeinde Hattstedtermarsch in etwa drei Kilometer Entfernung von Nordwest nach Südost.
Die Anfahrt nach Ahrenshöft erfolgt über die an der Umgehungsstraße Husum (Abfahrt: Drelsdorf) anschließende Landesstraße 273 über Horstedt und Arlewatt. Diese Route bildet den heutigen Verlauf des ehemaligen Westlichen Ochsenweges ab, einer historischen Handelsroute über die Schleswigsche Geest. Nördlich der Überquerung der Arlau kreuzt die nordfriesische Kreisstraße 6. Diese durchquert das ganze Gemeindegebiet. Das Dorf befindet sich von der Kreuzung aus linker Hand.
Im ÖPNV ist Ahrenshöft mittels der Buslinie 1031 (Husum – Drelsdorf – Bredstedt) des Nahverkehrsverbunds Schleswig-Holstein angebunden. Diese Linie schließt den Ort an den Bahnverkehr auf der Marschbahn an. Der Bahnhof in Husum verfügt über Nah- und Fernverkehrsanschluss.
Das Gemeindegebiet wird ebenfalls durch eigenständige Radverkehrsanlagen erschlossen. Die Hauptroute des Regionalen Radverkehrsnetzes Nordfriesland verläuft längsseits der Straßenverbindung der L 273 über Horstedt und Arlewatt.

## Persönlichkeiten
Der Schauspieler, Regisseur, Intendant, Texter und Schlagersänger Volker Lechtenbrink (1944–2021) wohnte in Ahrenshöft.

## Bildergalerie

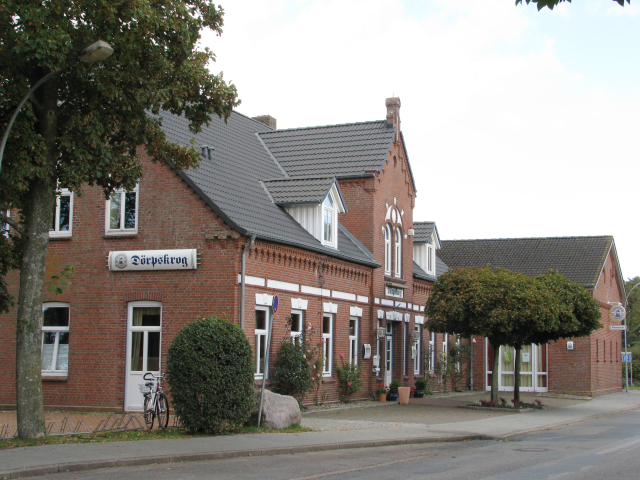
Dörpskrog in Ahrenshöft
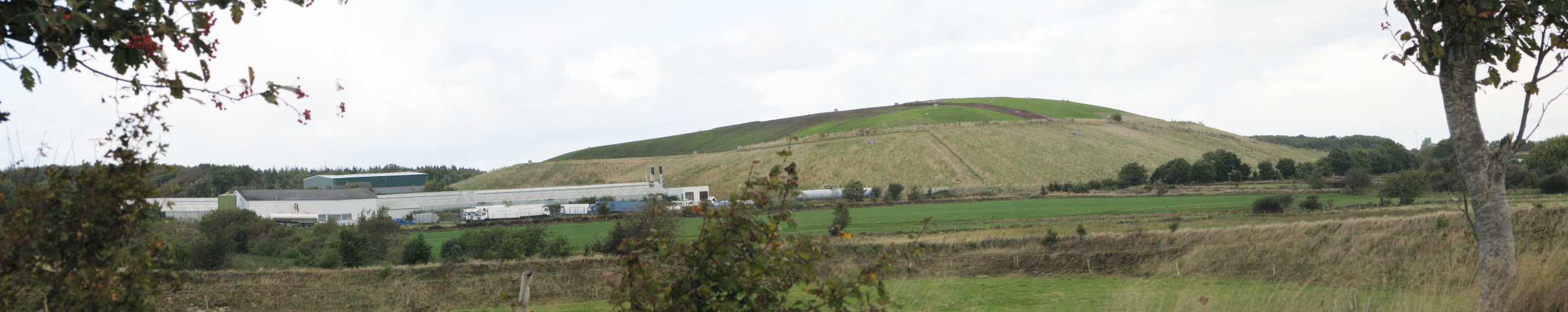
Ehemalige zentrale Mülldeponie des Kreises Nordfriesland
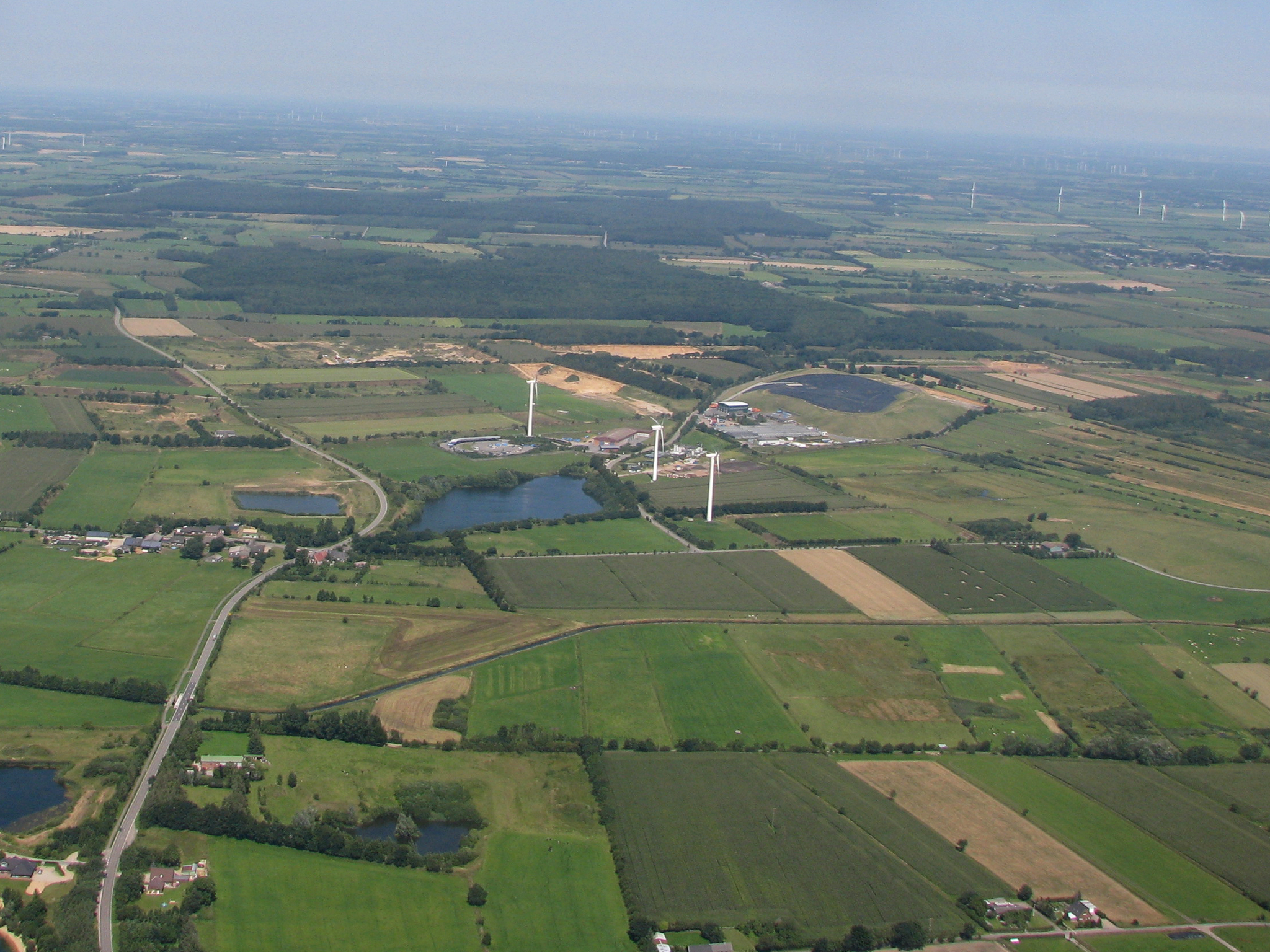
Schrägluftbild auf die Mülldeponie und die angrenzende Landschaft der nördlichen Nachbargemeinden
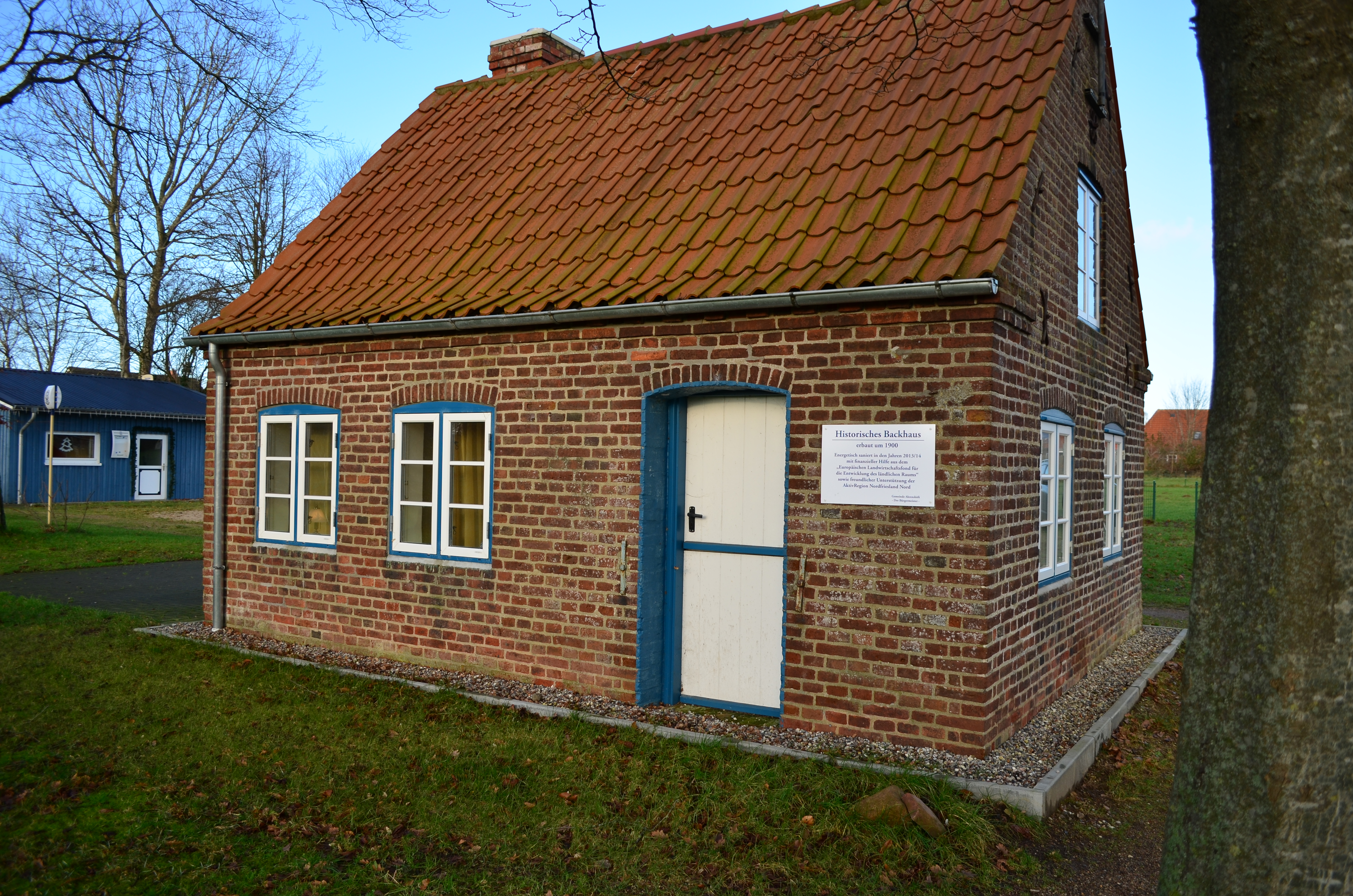
Altes Backhaus. Das 2013 sanierte Backhaus wird heute als Vereinsheim der Wilden Liga Ahrenshöft genutzt.